# Kateřina Hálová
Kateřina Hálová (9 de noviembre de 1981) es una deportista checa que compitió en lucha libre. Ganó una medalla de plata en el Campeonato Europeo de Lucha de 2003, en la categoría de 72 kg.

## Palmarés internacional
| Campeonato Europeo | Campeonato Europeo | Campeonato Europeo | Campeonato Europeo |
| Año                | Lugar              | Medalla            | Categoría          |
| ------------------ | ------------------ | ------------------ | ------------------ |
| 2003               | Riga (Letonia)     | Medalla de plata   | 72 kg              |